# Ribamondego
Ribamondego é uma povoação portuguesa sede da Freguesia de Ribamondego do Município de Gouveia, freguesia com 7,55 km² de área e 262 habitantes (censo de 2021), tendo, por isso, uma densidade populacional de 34,7 hab./km².
Esta freguesia designou-se Cabra até 1954, tendo sido, até ao início do século XIX, vila e sede de concelho. Era constituído apenas por uma freguesia e tinha, em 1801, 254 habitantes. Pelo decreto nº 39.973, de 20/12/1954, mudou a designação de Cabra para Ribamondego.

## Demografia
A população registada nos censos foi:
| Distribuição da População por Grupos Etários | Distribuição da População por Grupos Etários | Distribuição da População por Grupos Etários | Distribuição da População por Grupos Etários | Distribuição da População por Grupos Etários |
| -------------------------------------------- | -------------------------------------------- | -------------------------------------------- | -------------------------------------------- | -------------------------------------------- |
| Ano                                          | 0-14 Anos                                    | 15-24 Anos                                   | 25-64 Anos                                   | > 65 Anos                                    |
| 2001                                         | 34                                           | 39                                           | 117                                          | 148                                          |
| 2011                                         | 34                                           | 22                                           | 112                                          | 149                                          |
| 2021                                         | 37                                           | 16                                           | 97                                           | 112                                          |

## Património cultural
- Igreja Matriz de Ribamondego, com os seus altares em talha dourada, orago – S. Jerónimo
- Capela de Santo António, considerada monumento nacional
- Pelourinho de Alto Pina
- Ponte Romana da Ribeira

## Associações recreativas e coletividades
- Liga de Amigos de Ribamondego

## Festas e romarias
- 13 de junho – Festas de Santo António.
- 3.ª semana de agosto – Festas do Senhor do Calvário.

## Gastronomia
- Borrego assado
- Arroz doce